# Annie Sundman

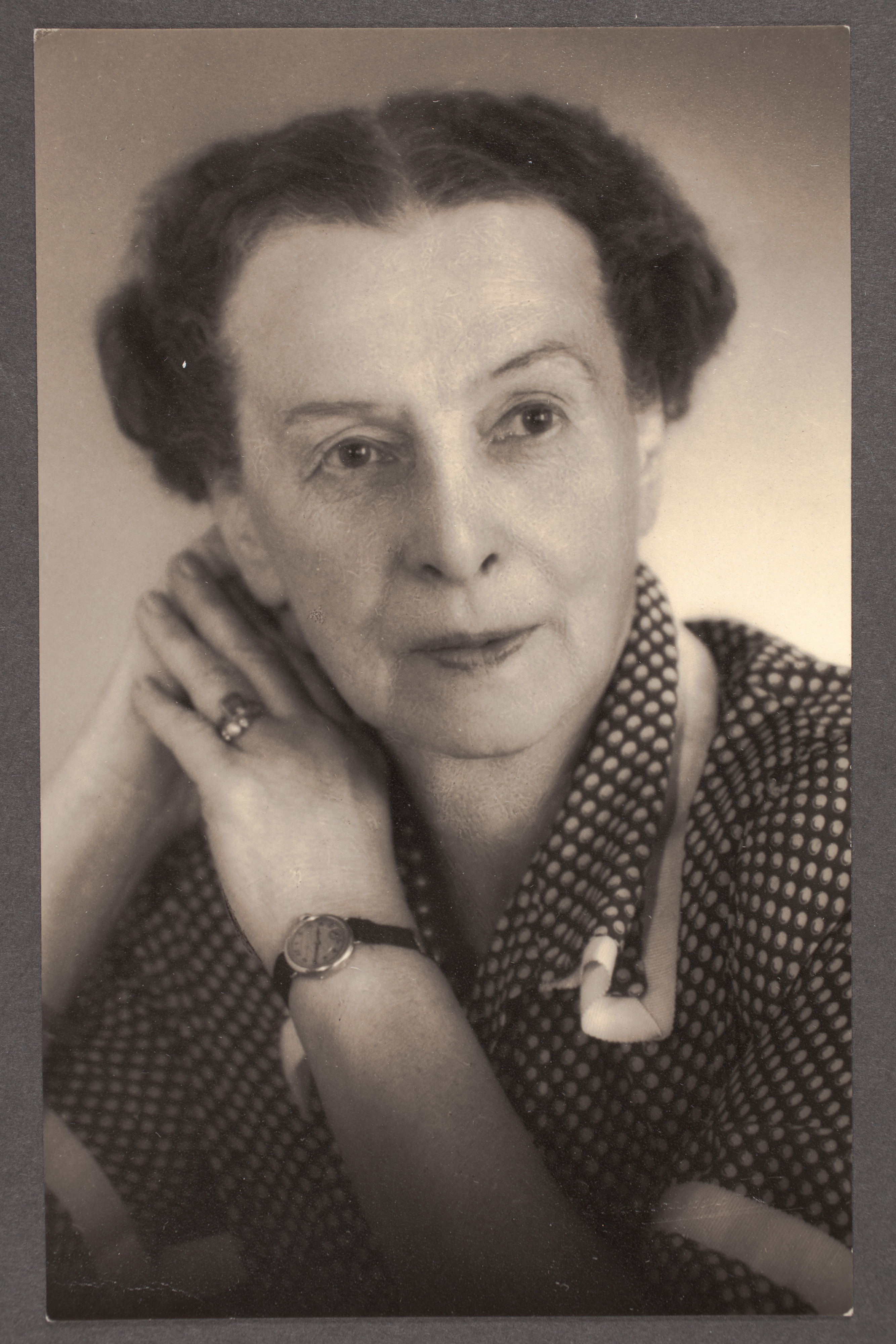
Annie Sundman cirka 1950

Annie Ksenia Sundman, född Pitkänen 19 december 1883, död 16 januari 1981, var en finländsk skådespelare.
Sundman medverkade i fjorton filmer och tilldelades 1954 Pro Finlandia-medaljen. Hon var gift med Woldemar Sundman. 
Annie Sundman var hedersmedlem i Finlands Svenska Skådespelarförbund och dess ordförande 1928-1945.

## Filmografi
- Hyökyaaltoja, 1911
- Kun onni pettää, 1913
- Kaksi Vihtoria, 1939
- Vägen utför, 1944
- Sådan du ville ha mig, 1944
- Vuokrasulhanen, 1945
- Naimisiin päiväksi, 1946
- Menneisyyden varjo, 1946
- Katupeilin takana, 1949
- Jossain on railo, 1949
- Tanssi yli hautojen, 1950
- Katarina kaunis leski, 1950
- Gabriel, tule takaisin, 1951
- Syntipukki, 1957

## Teater

### Roller
| År   | Roll             | Produktion                                                 | Regi           | Teater                       |
| ---- | ---------------- | ---------------------------------------------------------- | -------------- | ---------------------------- |
| 1928 | Miss Tate        | Bättre folk (The Best People) Avery Hopwood och David Gray | Tollie Zellman | Svenska Teatern, Helsingfors |
| 1938 | Prinsessan Elise | Madame Sans-Gêne Victorien Sardou och Émile Moreau         | Mia Backman    | Svenska Teatern, Helsingfors |

### Regi
| År   | Produktion   | Upphovsmän      | Teater                     |
| ---- | ------------ | --------------- | -------------------------- |
| 1941 | Swedenhielms | Hjalmar Bergman | Lilla Teatern, Helsingfors |